# Benito Llambí
Benito Llambí (Villa Mercedes, provincia de San Luis, 10 de mayo de 1907 - Buenos Aires, 22 de diciembre de 1997), fue un militar y diplomático argentino, afiliado al Partido Justicialista, de larga carrera diplomática, y que ejerció como ministro del Interior durante el tercer gobierno de Juan Domingo Perón.

## Carrera militar
Estudió en el Colegio Militar, y egresó en 1928 como oficial de infantería de montaña. Recorrió la Patagonia Argentina desde 1936 en adelante, instalando polígonos de tiro; en sus recorridas llegó a interiorizarse de la falta de infraestructura militar y social de esa región.
Cursó la Escuela de Infantería y la Escuela Superior de Guerra. Revistó posteriormente en el Estado Mayor de la Primera División y en el Estado Mayor General del Ejército.
Junto a Alberto Contreras, Rodolfo y Julio Irazusta y Ernesto Palacio, fundó el Instituto de Investigaciones Históricas “Juan Manuel de Rosas”, un centro de historiografía revisionista y nacionalista, que contaría posteriormente con la colaboración de Manuel Gálvez y el padre Leonardo Castellani.
Con el grado de mayor de ejército, se vinculó al Grupo de Oficiales Unidos – GOU – y participó en el derrocamiento del presidente Ramón Castillo. De muy buenas relaciones con el coronel Juan Domingo Perón, fue su colaborador en la Secretaría de Guerra y en la Secretaría de Trabajo en el año 1943.

## Carrera diplomática y política
Al año siguiente comenzó su carrera diplomática, cuando fue nombrado secretario de una embajada. Participó de los hechos de octubre de 1945, que llevaron a la fundación del peronismo. En diciembre de ese año se retiró del ejército, y pasó a trabajar en la Oficina de Traducciones de la Cancillería.
Llevó adelante una misión comercial ante el gobierno del Uruguay, y se encargó del ceremonial de la Cancillería, incluida la ceremonia de ascenso a la presidencia del coronel Perón.
Durante la presidencia de Perón fue consejero, cónsul general y embajador ante los gobiernos de Suiza, Suecia, Irán y Tailandia. Integró la comitiva que acompañó a Eva Perón en su gira por Europa.
Representó a su país en conferencias internacionales y la Oficina de las Naciones Unidas en Ginebra.
Participó en la reorganización del Partido Justicialista durante los años de la proscripción del mismo – entre 1955 y 1973. En 1970 fue uno de los fundadores de La Hora del Pueblo, un movimiento agrupamiento multipartidario orientado a obligar a la dictadura a celebrar elecciones. Fue parte de la comitiva que acompañó de regreso a la Argentina al general Perón, tras 17 años de exilio.
En 1973, el presidente Héctor J. Cámpora lo nombró embajador extraordinario y plenipotenciario del gobierno argentino. Poco después, fue nombrado Ministro del Interior por el presidente provisional Raúl Lastiri. En tal carácter, organizó las elecciones presidenciales que llevaron a su tercera presidencia a Perón. Éste lo confirmó en su cargo de ministro del Interior, y fue el encargado de despedir sus restos tras su fallecimiento.
Renunció a fines de 1974, y viajó a San José de Costa Rica, donde presidió la Conferencia Interamericana de Población. Pocos días más tarde, fue nombrado embajador en Canadá. Permaneció exiliado en el exterior después del golpe de Estado del 24 de marzo de 1976.
En las postrimerías del Proceso de Reorganización Nacional, participó en la organización del Partido Justicialista.
El presidente Carlos Saúl Menem lo nombró embajador en Uruguay en octubre de 1989. Fue un entusiasta organizador de las relaciones económicas entre su país y el Uruguay y Brasil, y participó en la organización del Mercosur. Se jubiló definitivamente en 1992.
Publicó un libro de memorias en 1997, y fue condecorado por el gobierno del Uruguay.
Padre de cuatro hijos, falleció en Buenos Aires ese mismo año. Sus restos están sepultados en el Cementerio de la Recoleta.